# Loimijoki
La rivière Loimijoki est un cours d'eau du Kanta-Häme et du Satakunta en Finlande,.

## Description
Longue de 114 kilomètres, la rivière prend sa source au lac Pyhäjärvi à Tammela et se jette dans la rivière Kokemäenjoki à Huittinen.
Son dénivelé est de 54 mètres entre sa source et son embouchure.
La rivière a plusieurs barrages à Forssa, Jokioinen et Loimaa.
La Loimijoki traverse les communes de Tammela, Forssa, Jokioinen, Ypäjä, Loimaa et Huittinen.
Dans la municipalité de Loimaa elle traverse les territoires des anciennes communes de Alastaro et Vampula.